# Bernard Roberts
Pour les articles homonymes, voir Roberts.
Bernard Roberts, né le 23 juillet 1933 à Manchester et mort le 3 novembre 2013, est un pianiste anglais.
Bernard Roberts est connu pour son travail sur les œuvres de Johann Sebastian Bach et Ludwig van Beethoven.